# Mártires de Córdoba

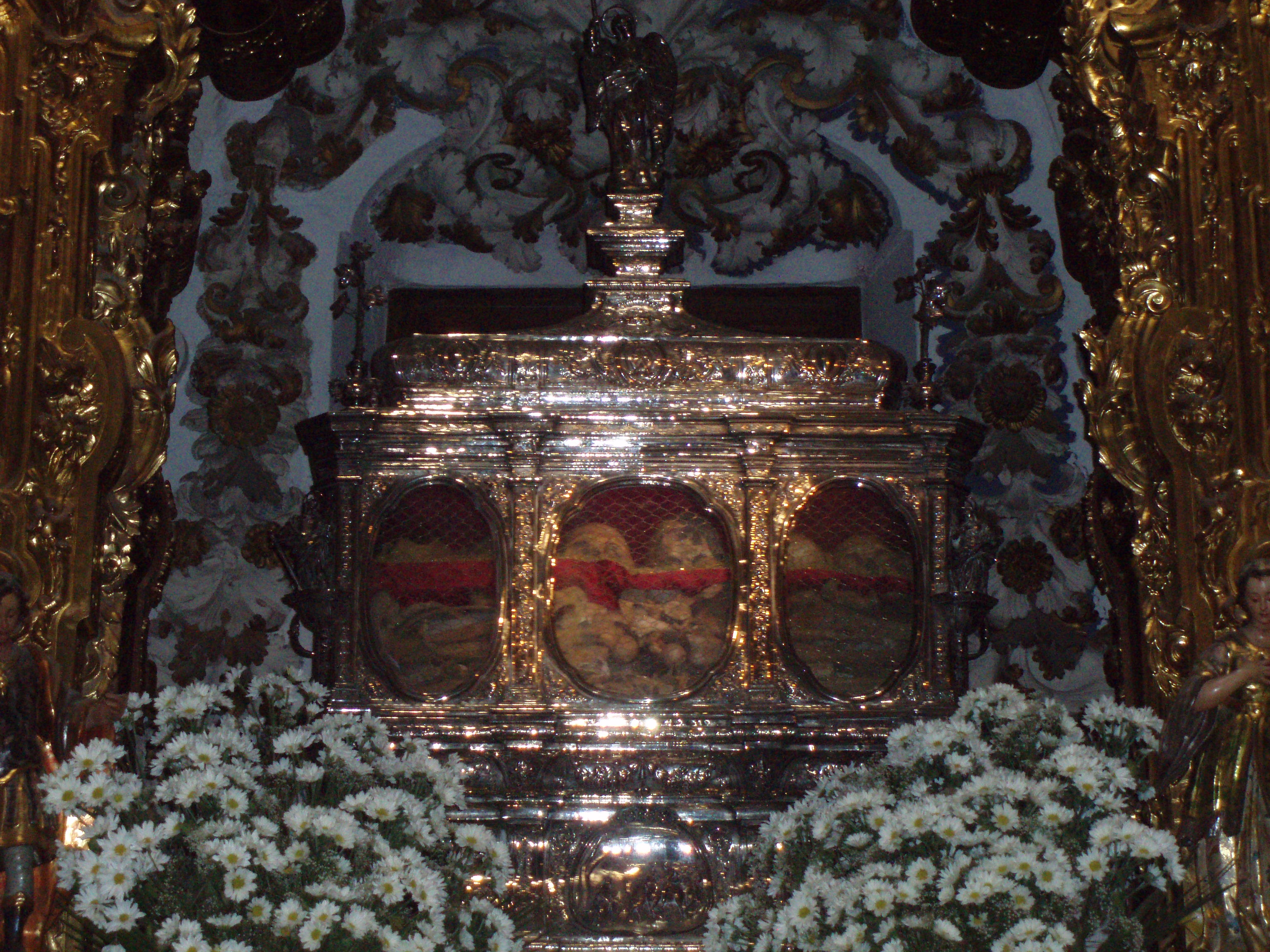
Arca con las reliquias de los mártires en la Basílica de San Pedro, en Córdoba.

Los Mártires de Córdoba es como se conoce a un grupo de cristianos mozárabes —cerca de medio centenar— que optaron por el martirio al proclamar que Mahoma era un falso profeta (a sabiendas de las consecuencias) o fueron ejecutados por apostasía al haber incumplido la ley islámica (renegar del islam después de haberlo profesado) durante los emiratos de Abderramán II y Mohamed I en el Emirato de Córdoba, concretamente entre los años 850 y 859. 
Fueron documentados por el clérigo Eulogio de Córdoba, cuyos escritos son, junto con los de Álvaro de Córdoba (biógrafo de Eulogio), la única fuente de los hechos. Eulogio consideraba que los mozárabes de Córdoba estaban viviendo unos «tiempos mortíferos» y frente a ellos los cristianos tenían que reaccionar poniendo de relieve los errores del Islam aunque ello supusiera su condena a muerte. La Iglesia católica conmemora su festividad el 7 de junio. 

## Historia
Tras la invasión musulmana de la península ibérica en el año 711 los cristianos de las zonas conquistadas se convirtieron en dhimmis o protegidos, término que englobaba a judíos y cristianos, los cuales, de acuerdo con el Corán, eran considerados «gente del Libro» por basar su fe en la Torá o en la Biblia entera, escritos considerados igualmente sagrados por el islam, lo que significaba que merecían protección y respeto por parte de los musulmanes, a diferencia de los paganos. Los dhimmis estaban sujetos a una serie de leyes que les obligaban a pagar un impuesto especial, la yizia, y se les permitía practicar su fe siempre que no hicieran apología o dañaran al islam en modo alguno. De este modo los insultos a la fe islámica se consideraban blasfemias y estaban penados con la muerte. También se consideraba (y se sigue considerando) blasfemia la apostasía de la fe islámica. Esto incluía a los hijos de matrimonios mixtos que según la ley islámica se consideran automáticamente musulmanes.  
Muchos cristianos mozárabes veían con preocupación cómo la población se iba arabizando e islamizando progresivamente. Uno de ellos era el clérigo Eulogio de Córdoba quien, al igual que su maestro y amigo Álvaro de Córdoba, compuso una serie de obras en las que hizo una exaltación del martirio. Ambos estaban convencidos de que los cristianos en Al-Ándalus estaban viviendo unos «tiempos mortíferos» ante los que la única alternativa que cabía era morir por su fe, poniendo así de relieve los errores del islam. Según Eduardo Manzano Moreno, «el espejo en el que Eulogio se contemplaba era el de los mártires de la primera época y su esperanza residía en la posibilidad de generar un movimiento que fuera incontenible como el que en los primeros tiempos había obligado a los emperadores romanos a tener que ceder ante el cristianismo». Según Cyrille Aillet, «en el marco de Córdoba, nueva Roma pagana, Eulogio y Álvaro exaltan la lucha de los elegidos contra las fuerzas del mal. Diabolizando el islam, intentan sobre todo combatir la atracción que ejerce el islam sobre su comunidad. Tanto como la conversión, Álvaro denuncia el gusto de sus contemporáneos por la lengua árabe, vector de una cultura de imperio en plena expansión. Los jóvenes cristianos, visiblemente más aficionados a la poesía y a la dialéctica árabes que a los textos patrísticos, descuidan el aprendizaje del latín, lengua sagrada de la Iglesia».
Eulogio consiguió convencer a varias decenas de cristianos de Córdoba para que se presentaran ante el juez musulmán (cadí) y dijesen que Mahoma era un falso profeta y negasen que la religión musulmana fuese verdadera, teniendo la seguridad de que serían condenados a muerte porque la ley islámica prohíbe lo que considera blasfemia contra el profeta y su religión. Así fueron ejecutados unos cincuenta mozárabes cordobeses, entre los que se encontraban Aurelio y su esposa Sabigoto que fueron convencidos por Eulogio para que emprendieran el martirio con la promesa de que así alcanzarían el paraíso —y ello a pesar de que tenían dos hijas de corta edad, a las que dejaron huérfanas—. Los martirios voluntarios solo fueron disminuyendo hasta desaparecer tras la ejecución del propio Eulogio que tuvo lugar en año 859. Unos años antes, en 852, Recafredo, obispo de Córdoba, había convocado a instancias del emir de Córdoba un concilio para intentar detener los martirios voluntarios.
Eduardo Manzano Moreno ha destacado que el de los mártires de Córdoba no fue un movimiento popular —participaron fundamentalmente familias ricas de la capital del emirato— ni contó con el beneplácito de la jerarquía eclesiástica cristiana mozárabe —rechazó conceder la calidad de mártires a los que habían sido ajusticiados pues según ella no habían sido víctimas de ninguna persecución sino que se habían inmolado al desafiar públicamente los dogmas del islam—. Este historiador lo interpreta como «una reacción desesperada de gentes desesperadas». «La islamización creciente de la población estaba provocando una gradual pérdida de control social por parte de unos grupos acomodados acostumbrados a dotar iglesias o constituir dominios monásticos en manos de familiares cercanos. Los templos desiertos u ocupados por musulmanes eran testigos de lo imparable de un fenómeno que no se debía a una orden concreta de los emires, sino al imparable proceso de islamización que estaba transformando la sociedad andalusí».
Hace ya muchas décadas José Ángel García de Cortázar señaló a los «medios intelectuales intransigentes de la comunidad mozárabe frente a la progresiva islamización de la población de Al-Andalus» como los responsables de lo sucedido, con Eulogio de Córdoba y Álvaro de Córdoba al frente. Su intransigencia «les lleva a elaborar la teoría del martirio voluntario: bastaba con presentarse al cadí —oficial de justicia— y blasfemar de Mahoma para ser ejecutado; la sangre de los mártires rescataría de su debilidad a la comunidad mozárabe y prestaría a los vacilantes el calor del ejemplo» para mantenerse fieles a la religión cristiana.
Según el historiador francés Cyrille Aillet, la jerarquía eclesiástica mozárabe de la época, que mantenía una actitud conciliadora con el poder musulmán, rechazó conceder la calidad de mártires a algunos individuos que consideraba que no habían sido víctimas de ninguna persecución, sino que se habían inmolado al desafiar públicamente los dogmas del islam, mientras que a los mártires ejecutados por apostasía Eulogio y Álvaro los presentan como arrepentidos ejemplares, pero avergonzaban a dicha jerarquía. Sin embargo, Aillet afirma que sería un error interpretar los mártires de Córdoba como un llamamiento a la rebelión lanzado por un puñado de fanáticos religiosos. El testimonio de estos mártires tendría sobre todo un mensaje alegórico. Inspirados por los primeros mártires de la Iglesia y estableciendo un paralelismo entre la Roma pagana y la Córdoba califal, Eulogio y Álvaro pretendían combatir la arabización de sus contemporáneos hispanos al satanizar el islam.

## Los martirios

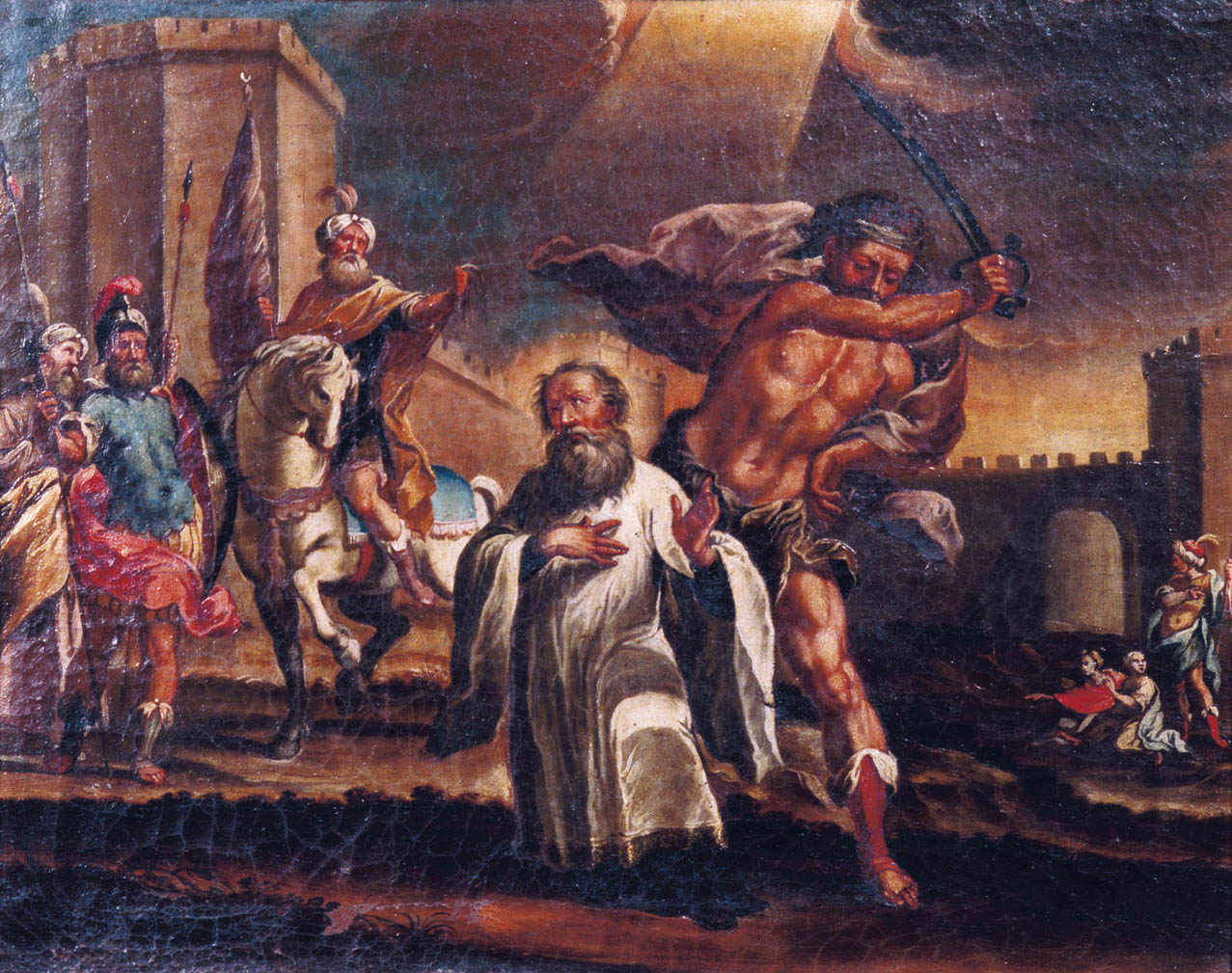
Martirio de San Eulogio de Córdoba, en la catedral de Córdoba

Las ejecuciones están recogidas en una única fuente escrita por Eulogio de Córdoba, que fue uno de los dos últimos ejecutados. En Oviedo se conservó un manuscrito de su Documentum martyriale tres libros del Memoriale sanctorum y el Liber apologeticus martyrum, que son los únicos escritos conservados de este clérigo, cuyos restos fueron trasladados a la capital asturiana en 884.
Se recogen 48 ejecuciones entre 850 y 859, de cristianos, 38 hombres y 10 mujeres. Veintidós eran naturales de Córdoba capital, 4 de la provincia, 6 de la diócesis de Sevilla, 3 de la de Granada y uno de los siguientes lugares: Martos, Badajoz, Toledo, Alcalá de Henares, Portugal, Palestina y Siria, de uno se debate el lugar de origen (Álava o Septimania) y no consta el origen de cuatro de ellos. Tres tienen nombres griegos, posiblemente relacionados con la provincia de Spania, el asentamiento que el Imperio bizantino había realizado en el sudeste peninsular durante el reinado de Agila I. Treinta y cinco eran clérigos de distinto tipo, sobre todo monjes pero también diáconos y sacerdotes, el resto eran seglares salvo de Salomón, del que se ignora su condición. Todos salvo dos habitaban en Córdoba o en monasterios de la sierra cercana a la ciudad como monjes o en zonas próximas como eremitas. Cuatro eran conversos que provenían de familias completamente musulmanas, cinco de matrimonios mixtos y tres eran antiguos cristianos convertidos al islam que habían vuelto al seno de la Iglesia. Todos salvo Sancho y Argimiro fueron decapitados.

## Los mártires

### Abundio
Fue párroco en la aldea de Ananelos (seguramente el actual Hornachuelos) y fue arrestado por difamar a Mahoma. A diferencia de los demás mártires no se sometió al martirio voluntariamente sino que fue delatado. Fue decapitado y su cuerpo arrojado a los perros en 851.

### Adolfo y Juan
Dos hermanos hijos de un matrimonio mixto de musulmán y cristiana. Su pública declaración de la fe cristiana les convirtió en apóstatas ante la ley islámica. Murieron en 822.

### Álvaro
Escritor mozárabe (murió en Córdoba en 861). Tuvo una formación clásica y eclesiástica excelente reflejada en sus obras, las cuales constituyen una fuente informativa de enorme valor para el estudio del bajo latín. Álvaro resistió a la persecución de Abderramán II y defendió sus creencias religiosas junto con San Eulogio. Es uno de los mártires de más renombre en Córdoba.

### Amador, Pedro y Ludovico
Amador era un sacerdote de Martos. Junto con un monje llamado Pedro y un laico llamado Ludovico, hermano de Pablo, martirizado con anterioridad, fueron ejecutados por blasfemia en 855.

### Anastasio, Félix y Digna
Anastasio era diácono de la iglesia de San Acisclo en Córdoba y se convirtió en monje en el monasterio y convento de Tábanos. Félix era de Alcalá de Henares, de origen bereber, y se ordenó monje en Asturias pero se desplazó a Tábanos buscando el martirio. Digna era monja también allí. Fueron ejecutados el 14 de junio del 853.

### Argimiro
Era un noble de Cabra y fue censor del emir Mohamed I. Tras perder su cargo por su fe cristiana se hizo monje. Se le acusó de haber insultado al profeta Mahoma y haber proclamado públicamente la divinidad de Jesús. Se le ofreció la posibilidad de retractarse y abrazar el islam, lo que rechazó, siendo ejecutado en 856.

### Áurea
Hija de padres musulmanes cordobeses se convirtió al cristianismo tras enviudar y se hizo monja en Cuteclara donde permaneció más de 20 años. Parientes musulmanes la descubrieron y denunciaron. Bajo presión renunció al cristianismo, aunque lamentó esta renuncia y siguió practicando su fe. Tras descubrirse esto fue llevada a juicio por segunda vez, negándose a retractarse en esta ocasión. Murió en 856.

### Benilde
Inspirada por el gesto de Anastasio eligió el martirio al día siguiente de la muerte de éste. Fue ejecutada y quemada y sus cenizas arrojadas al Guadalquivir en 853.

### Columba
Santa Columba o Coloma era monja en el monasterio de Tábanos cuando este fue clausurado en 852. Difamó a Mahoma y fue decapitada al año siguiente.

### Elías, Pablo e Isidoro
Elías fue sacerdote lusitano en Córdoba, probablemente nacido en Beja (Portugal). Fue ejecutado junto con los monjes Pablo e Isidoro, discípulos suyos en 856.

### Emilas y Jeremías
Emilas o Emilio, diácono y Jeremías fueron decapitados en 852.

### Eulogio
Sacerdote en Córdoba célebre por su valor y erudición fue el principal impulsor de los martirios y escribió las narraciones por las que se conocen. Fue ejecutado por esconder a Leocricia (posteriormente Santa Leocricia), una joven musulmana convertida al cristianismo que solicitó su protección. Se le condenó por este hecho y por su activo proselitismo e incitación al martirio en 859.

### Fandila
Presbítero y mártir nacido en Guadix en el período mozárabe. Fue enviado a Córdoba para realizar estudios religiosos, ordenándose sacerdote en el monasterio de Peña Melaria. Fandila  (posteriormente San Fandila) desafió a las autoridades islámicas defendiendo la doctrina cristiana, por lo que fue condenado por el emir a morir cruelmente degollado en el año 853.

### Flora y María
Hijas de matrimonios mixtos entre cristianos y musulmanes. Se encontraron en la iglesia de San Acisclo cuando Flora rezaba para soportar el martirio. Decidieron entregarse juntas. María fue condenada por blasfemia tras condenar a Mahoma ante el tribunal, y Flora por apostasía en 851.

### Jorge, Aurelio y Natalia, Félix y Liliosa
Aurelio y su primo Félix, junto con sus mujeres Natalia y Liliosa, eran cristianos hijos de matrimonios mixtos. El diácono Jorge era un monje palestino que fue arrestado con estas parejas. Se les concedió un plazo de cuatro días para retractarse de sus creencias cristianas. A Jorge se le concedió el perdón por ser extranjero pero denunció al islam, siendo condenado junto a los matrimonios en 852.

### Gumersindo y Servuodeo
Gumersindo, de Toledo, era párroco y Servodeo o Servusdei monje. Fueron ejecutados en Córdoba en 852.
Alentados ambos mutuamente por la divina gracia, se presentaron á uno de los magistrados árabes de Córdoba, é hicieron pública y solemne declaración de que eran cristianos; de lo cual irritado el juez, mando degollarlos al momento. Oyeron los dos santos la sentencia con inalterable firmeza, y dando gracias al Señor porque los hallaba dignos de padecer por su causa, entregaron sus cuellos al verdugo el día 13 de enero del año 852. Sus cuerpos fueron sepultados secretamente en el mismo sitio en el que después se edificó la pequeña ermita de san Julián; su memoria fue desde luego tan celebre y venerada, que ya en la conquista de Toledo fueron invocados como santos por el rey don Alfonso el sexto. Texto del libro "La leyenda de oro para cada día del año. Vida de todos los santos que venera la iglesia. Tomo primero" de la Biblioteca digital de Castilla y León.

### Isaac
Miembro de una próspera familia cordobesa y muy culto hablaba con soltura el árabe, lo que le valió para llegar a ocupar el cargo de kâtib adh-dhimam o gran secretario del califa, lo que San Eulogio llamó exceptor rei publicae. Renunció para hacerse monje en el monasterio de Tábanos. En un debate público en 851 denunció a Mahoma convirtiéndose así en el primero de los martirizados.

### Laura
Cordobesa que tras enviudar se hizo monja en Cuteclara. Condenada por apostasía fue arrojada a un caldero de plomo fundido en 864.

### Leocricia
También conocida como Lucrecia, fue la joven conversa ocultada por San Eulogio. Fue condenada por apostasía en 859.

### Leovigildo y Cristóforo
Leovigildo era monje en Córdoba y Cristóforo era monje en el monasterio de San Martín de la Rojana. Fueron ejecutados en 852.

### Nunilo y Alodia
Dos hermanas hijas de un matrimonio de musulmán con cristiana de Adahuesca, en Huesca. Tras morir su padre su madre se volvió a casar con un musulmán que no admitió que sus hijas continuaran siendo cristianas. Fueron decapitadas en Huesca en 851.

### Pablo de San Zoilo
Diácono de Córdoba que pertenecía al monasterio de San Zoilo. Era muy vigoroso en sus prédicas a los cristianos encarcelados. Fue decapitado en 851.

### Pedro, Walabonso, Sabiniano, Wistremundo, Habencio y Jeremías
Pedro era sacerdote, Walabonso diácono y natural de Niebla (Huelva) Sabiniano y Wistremundo monjes del monasterio de San Zoilo, Habencio era monje de San Cristóbal y Jeremías, muy anciano, fue el fundador del monasterio de Tábanos. Fueron ejecutados en 851 por difamar a Mahoma. Jeremías fue azotado hasta la muerte y los demás decapitados.

### Perfecto
Sacerdote cordobés que fue ejecutado por difamar al islam y a Mahoma en 850.

### Pomposa
Monja de San Salvador de Peñamelaria. Fue decapitada en 857.
Otra monja del monasterio de Peñamelaria. Escapó del cautiverio a que estaba sometida y se presentó voluntariamente ante el tribunal de justicia pese a las protestas de sus compañeras monjas.

### Rodrigo y Salomón

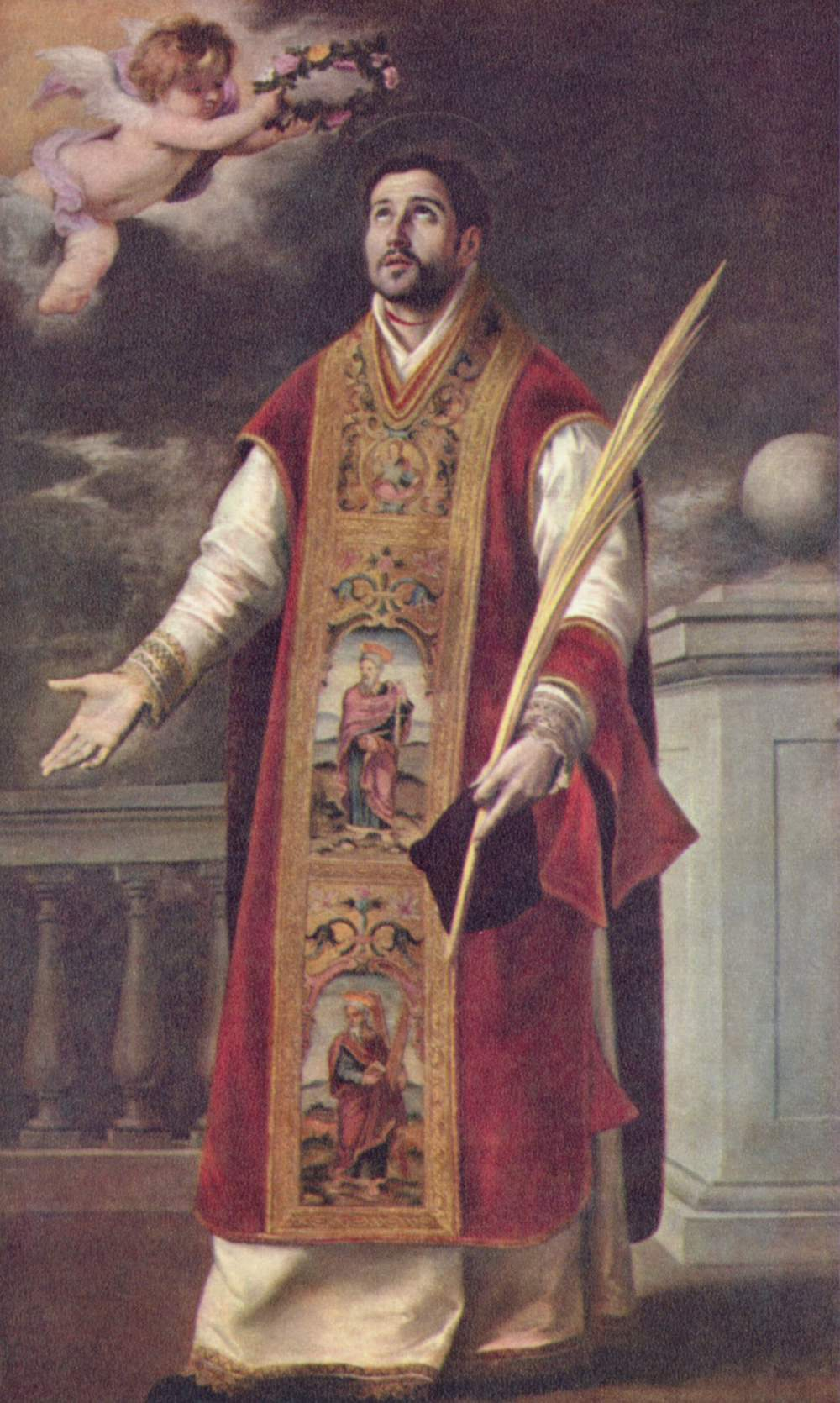
San Rodrigo en un cuadro obra de Murillo.

Rodrigo era un sacerdote de Cabra que fue denunciado por su hermano musulmán que lo acusó falsamente de haberse convertido al islam y haberse retractado posteriormente, convirtiéndose así en apóstata. Conoció a Salomón en prisión. Fueron ejecutados en 857.

### Rogelio y Servodeo
Un monje y su joven discípulo que, saliendo de su monasterio de la Sierra de Parapanda, junto al pueblo de Íllora, se dirigieron a Córdoba donde difamaron el islam dentro de una mezquita. Fueron los primeros mártires ejecutados bajo Mohámed I en 852.

### Sancho
De niño, fue capturado por los musulmanes en una población de ubicación debatida (Albensi oppido Galiae Commatae) y llevado a Córdoba. Se le educó en la corte y se unió a la guardia del emir. Fue empalado por negarse a convertirse al islam.

### Sandila
Sandila o Sandulfo fue ejecutado en 855.

### Sisenando
Nacido en Beja (Portugal), se convirtió en diácono de la iglesia de San Acisclo de Córdoba. Fue decapitado en 851.

### Teodomiro
Monje carmonense ejecutado en 851.

### Witesindo
Era un laico de Cabra que se había convertido al islam pero se retractó. Fue ejecutado por apostasía en 855.

### Zoilo
Fue el primero de una veintena de mártires cordobeses que perecieron en los albores del siglo IV durante la persecución de Diocleciano. 

## Veneración
En 1575, durante unas obras en la iglesia de San Pedro en Córdoba, se descubrieron restos de estos santos. En 1577 el papa Gregorio XIII aprobó un auto sobre el hallazgo de las reliquias, mandando que los restos fuesen expuestos para la veneración de los fieles. Los restos se encuentran en la capilla de los Santos Mártires del templo, en un arca de plata.
En el arca también se encuentran los restos de santa Argéntea, virgen consagrada de Bobastro, que fue ejecutada por ser cristiana en Córdoba el 931, en tiempos de Abderramán III, y enterrada en la iglesia de los Tres Santos (donde se situó luego la iglesia de San Pedro).
En su día, los restos de San Eulogio y Santa Leocricia fueron enterrados en la iglesia de San Zoilo, donde actualmente se encuentra la iglesia de San Andrés. En el año 883 fueron trasladados a la catedral de Oviedo, en territorio cristiano. En el siglo XVIII fueron traídas reliquias de estos santos a Córdoba por la Hermandad de San Rafael y fueron colocadas en un relicario que está en el altar mayor de la Basílica del Juramento.